# Jan Lipavský (politik za ANO)
Jan Lipavský (* 11. ledna 1975 Vysoké Mýto) je český politik a advokát, od roku 2014 zastupitel města Vysoké Mýto na Orlickoústecku.

## Život
Od malička se aktivně věnoval sportu, zejména plavání, ve kterém získal několik medailí na mistrovství ČR. Byl českým reprezentantem v dálkovém plavání a vodním záchranářském sportu. V roce 1998 absolvoval Právnickou fakultu Univerzity Karlovy v Praze (získal titul Mgr.).
V roce 2004 úspěšně složil advokátní zkoušku a začal vykonávat právní praxi jako samostatný advokát. V roce 2006 se stal společníkem regionální advokátní kanceláře PPS advokáti, v níž zastává i funkci ředitele. Specializuje se zejména na trestní právo a právo zaměstnanosti.
Jan Lipavský žije ve Vysokém Mýtě, v části Litomyšlské Předměstí. Je ženatý a má jednoho syna.

## Politické působení
Není a nikdy ani nebyl členem žádné politické strany. Do politiky vstoupil, když byl v komunálních volbách v roce 2014 zvolen z pozice nestraníka za hnutí ANO 2011 zastupitelem města Vysoké Mýto. Původně byl na kandidátce na 4. místě, vlivem preferenčních hlasů ale skončil druhý. Působí také jako předseda Finančního výboru.
Ve volbách do Senátu PČR v roce 2016 kandidoval jako nestraník za hnutí ANO 2011 v obvodu č. 46 – Ústí nad Orlicí. Se ziskem 18,61 % hlasů postoupil z druhého místa do druhého kola, v němž prohrál poměrem hlasů 36,07 % : 63,92 % s lidovcem Petrem Šilarem. Senátorem se tak nestal.